# Nils Elias Anckers
Nils Elias Anckers, ursprungligen Andersson, född 7 juni 1858 i Stockholm, död 13 juli 1921 på Brantsnäs i Gräsmarks socken i Värmland, var en svensk sjömilitär, varvschef, afrikaresande, målare och grafiker. 
Elias Anckers var son till botanikern Nils Johan Andersson och konstnären Anna Tigerhielm samt bror till konstnären J.A.G. Acke. Han antog namnet Anckers 1904.
Elias Anckers tjänstgjorde för Kongostaten mellan 1884 och 1887. Han var lärare i minlära och matematik vid Sjökrigsskolan 1891–1899. År 1907 blev han kommendör vid flottan, och 1910 chef för flottans varv i Stockholm.
Vid sidan av sitt militära yrke utförde han målningar i olja, akvarell och framför allt etsningar, med motiv ur handels och örlogsflottan, bland annat etsningen "Slaget vid Trafalgar" som skapades tillsammans med Axel Tallberg 1897 (privat ägo). Han medverkade bland annat vid Stockholmsutställningen 1897, Baltiska utställningen i Malmö 1914 Han belönades med en utställningsmedalj vid Salongen i Paris 1900. En minnesutställning med hans konst anordnades 1923 på Nordiska kompaniet i Stockholm. Han är representerad vid Nationalmuseum, Malmö museum, Uppsala universitetsbibliotek  och Statens Sjöhistoriska museum.

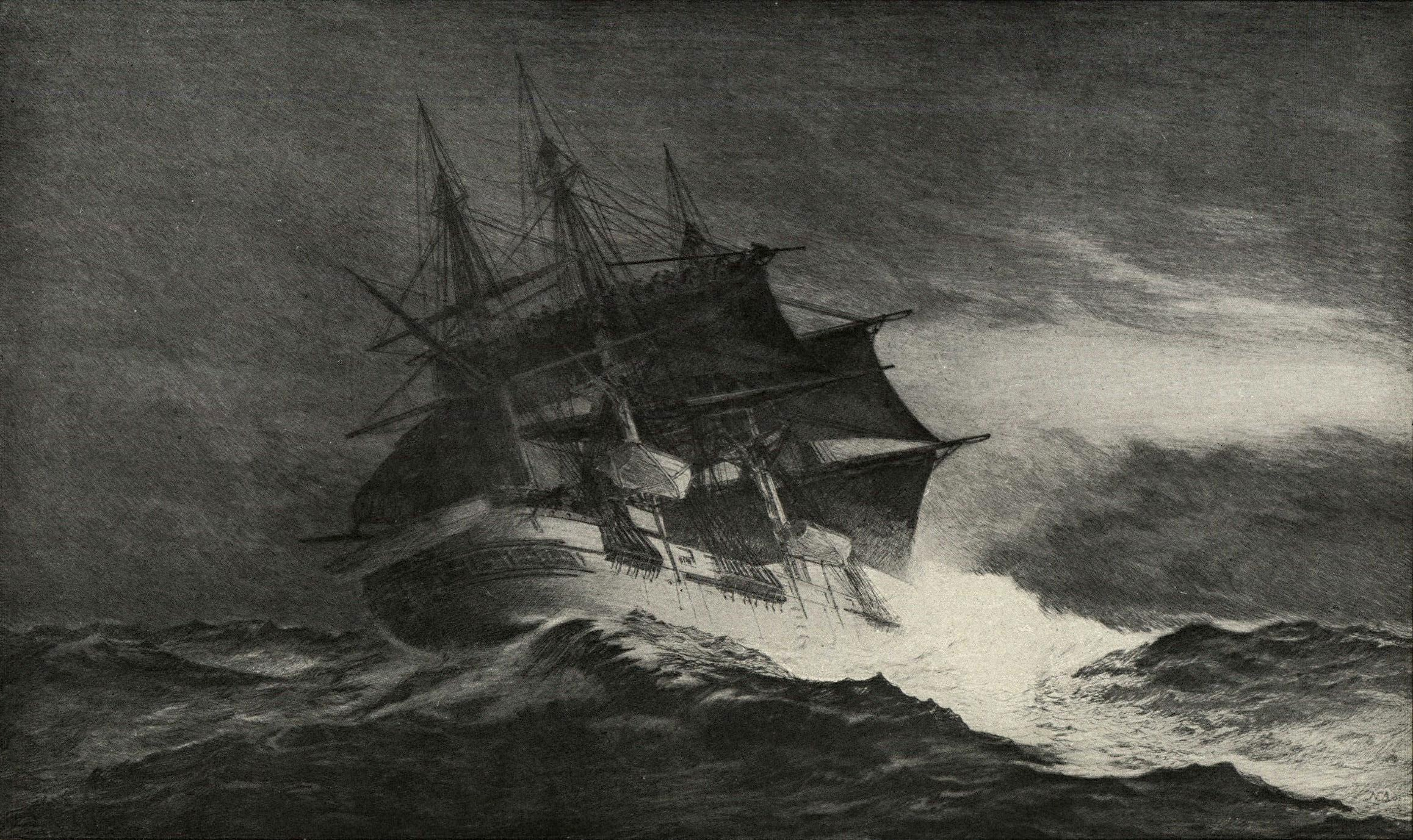
Etsning utförd av Anckers.